# Jižní Ayrshire
Jižní Ayrshire (Siorrachd Inbhir Àir a Deas ve Skotské gaelštině) je správní oblast ve Skotsku, ležící na jihozápadě země. Správním centrem je město Ayr. Oblast sousedí se správními oblastmi Východní Ayrshire, Severní Ayrshire a Dumfries a Galloway. Na území této správní oblasti se nachází ve městě Prestwick mezinárodní letiště Prestwick Airport, známé také jako Glasgow Prestwick International Airport. Oblast dříve tvořila součást hrabství Ayrshire.

## Města a vesnice
- Alloway
- Ayr
- Ballantrae
- Crosshill
- Dailly
- Dalrymple
- Dunure
- Girvan
- Kirkmichael (Skotsko)
- Kirkoswald
- Lendalfoot
- Maybole
- Monkton
- Maidens
- Prestwick
- Straiton
- Tarbolton
- Troon
- Turnberry

## Turisticky zajímavá místa
- Ailsa Craig
- Bachelor's Club, Tarbolton
- Bargany Gardens
- Blairquhan
- Burns Cottage
- Burns National Heritage Park (Robert Burns)
- Carrick Forest
- Crossraguel Abbey
- Culzean Castle
- Electric Brae
- Souter Johnnie's Cottage